# Cascera marginata
Cascera marginata är en fjärilsart som beskrevs av Rothschild 1917. Cascera marginata ingår i släktet Cascera och familjen tandspinnare. Inga underarter finns listade i Catalogue of Life.